# Amariba
Amariba (Amaribá, Amaripá, Amaripa), pleme američkih Indijanaca koje je govorilo istoimenim dijalektom jezika Wapishana, porodsica arawakan. Rani autori lociraju ih krajem 18. stoljeća na područje uz rijeku Río Branco (Manuel da Gama Lôbo d'Almada), točnije uz rijeku Takutu (Tacutu) koje dijelom protjeće brazilsko-gvajanskom granicom i utječe u Rio Branco. 
Schomburgk za njih kaže da su nestali kao samostalno pleme, a pojedinci da su se poiješali s drugim plemenima.